# Вевер, Ольга
Ольга Вевер (латыш. Olga Wever; сер. 1890-х гг. — 1 ноября 1917 год) — рабочая-швея, участница Октябрьского вооружённого восстания в Москве 1917 года.

## Биография
Латышка.
Приехала в Москву в годы Первой мировой войны.
Работала швеей на фабрике.
Участвовала в спектаклях латвийской рабочей труппы. Актриса Латвийского рабочего театра. В это время ей было около 20 лет.
В октябре 1917 года вступила в Красную гвардию. Санитарка латышского отряда Красной гвардии.
Участвовала в боях за Алексеевское военное училище в Лефортово, Центральную телефонную станцию (Милютинский переулок, ныне дом № 5).
Погибла на  Никольской улице при наступлении на Кремль.
Похоронена у  Кремлёвской стены.